# Chendo
Miguel Porlán Noguera (Totana, 12 oktober 1961), beter bekend als Chendo, is een Spaans voormalig profvoetballer.

## Spelerscarrière

### Real Madrid
Chendo is afkomstig van Murcia, maar sloot zich op 15-jarige leeftijd aan bij Real Madrid. Daar speelde hij enkele jaren bij de jeugd en in het tweede elftal, alvorens op 11 april 1982 zijn debuut te maken in het eerste elftal tegen CD Castellón. Chendo zou uiteindelijk zijn hele carrière bij Real Madrid spelen. In 1998 zette hij er op 37-jarige leeftijd een punt achter zijn spelerscarrière.

### Spanje
Chendo maakte op 22 januari 1986 zijn debuut voor Spanje in een vriendschappelijke interland tegen de Sovjet-Unie. Hij nam deel aan het WK 1986 en het 1990 en speelde in het totaal 26 interlands, waarin hij niet tot scoren kwam.

## Erelijst
| Competitie            |             |                                                               |             |             |
| Competitie            | Aantal      | Jaren                                                         |             |             |
| Real Madrid           | Real Madrid | Real Madrid                                                   | Real Madrid | Real Madrid |
| --------------------- | ----------- | ------------------------------------------------------------- | ----------- | ----------- |
| Internationaal        |             |                                                               |             |             |
| UEFA Champions League | 1x          | 1997/98                                                       |             |             |
| UEFA Cup              | 2x          | 1984/85, 1985/86                                              |             |             |
| Copa Iberoamericana   | 1x          | 1994                                                          |             |             |
| Nationaal             |             |                                                               |             |             |
| Primera División      | 7x          | 1985/86, 1986/87, 1987/88, 1988/89, 1989/90, 1994/95, 1996/97 |             |             |
| Copa del Rey          | 2x          | 1988/89, 1992/93                                              |             |             |
| Supercopa de España   | 5x          | 1988, 1989, 1990, 1993 en 1997                                |             |             |
| Copa de la Liga       | 1x          | 1985                                                          |             |             |

1 Zubizarreta ·
2 Tomás ·
2 Camacho  ·
4 Maceda ·
5 Víctor Muñoz ·
6 Gordillo ·
7 Señor ·
8 Goikoetxea · 
9 Butragueño ·
10 Carrasco ·
11 Julio Alberto ·
12 Setién ·
13 Urruti ·
14 Gallego ·
15 Chendo ·
16 Rincón ·
17 Francisco ·
18 Calderé ·
19 Salinas ·
20 Eloy ·
21 Míchel ·
22 Ablanedo ·
Coach: Miguel Muñoz
1 Zubizarreta ·
2 Chendo ·
3 Jiménez ·
4 Andrinúa ·
5 Sanchís ·
6 Vázquez ·
7 Pardeza ·
8 Flores · 
9 Butragueño  ·
10 Gómez ·
11 Villarroya ·
12 Alkorta ·
13 Ablanedo ·
14 Górriz ·
15 Roberto ·
16 Bakero ·
17 Hierro ·
18 Paz ·
19 Salinas ·
20 Manolo ·
21 Míchel ·
22 Ochotorena ·
Coach: Suárez